# Грег Еган
Грег Еган (на английски: Greg Egan) е австралийски компютърен програмист и писател на научна фантастика.

## Биография и творчество
Грег Марк Еган е роден на 20 август 1961 г. в Пърт, Западна Австралия.
Първият му роман „An Unusual Angle“ („Необичайна гледна точка“) е издаден в Австралия през 1983 г. Автор е на голям брой произведения – разкази и повести. През 1990-те години разказите му са сред най-четените в Америка. Негови произведения се публикуват в много списания за научна фантастика в САЩ. На български език е познат с разказа „Дневник на сто светлинни години“, сб. „SF трилър“.

## Произведения

### Самостоятелни романи
- Axiomatic (1982)
- Our Lady of Chernobyl (1993)
- Luminous (1998)
- Dark Integers and Other Stories (2008)
- Oceanic (2009)
- Crystal Nights and Other Stories (2009)

### Сборници
1. Quarantine (1992)
2. Permutation City (1993) – награда „Джон Кампбъл“
3. Distress (1995)

### Серия „Ортогонал“ (Orthogonal)
1. The Clockwork Rocket (2011)
2. The Eternal Flame (2012)
3. The Arrows of Time (2013)